# 小林源文
小林 源文（こばやし もとふみ、1951年1月28日 - ）は、日本の漫画家、イラストレーター。戦場劇画の第一人者。

## 来歴
福島県生まれ、小学校低学年から東京育ち、東京都在住。川崎市立工業高等学校（現：川崎市立川崎総合科学高等学校）卒業。中西立太に師事し、共著の『壮烈！ドイツ機甲軍団』でデビュー。主要作品に『黒騎士物語』『Cat Shit One』など。2008年に個人で『GENBUNマガジン』を創刊。出版社カンプグルッペ・ゲンブンを経営。

## 人物
1951年、警察官の両親の間に生まれる。母は元看護婦で、戦後福島県警の婦人警察官第1号となった人物である。父は戦争中帝国陸軍の憲兵だったが、終戦後警察官となった。父は問題を起こして警察を辞め、その後の再就職先でもトラブルが絶えず、職を転々としていた。
イラストレーターの中西立太に影響を受けて、絵の世界を目指す。絵の勉強のために、中西に弟子入りを申し出るが断られる。しかし、中西よりいつでも仕事場に遊びにきて良いとの許可をもらっており、見様見まねと独学で絵の勉強をした。
プロデビューは師と仰ぐ中西との共同執筆の『壮烈!ドイツ機甲軍団』であり、小林が24歳のときであった。その後、一旦はプロ活動を休止するが、『月刊ホビージャパン』の連載で人気が確立すると、サラリーマンを退職しプロの漫画家としての活動を開始した。十数年間、会社で運転手をしていたが、クリスマスにバイクの自損事故を起こし、職場に戻ったらクビになっており、そのまま絵に専念するようになる。
作風としては、戦争劇画ともいえる作風で、戦争を題材とした劇画を描く漫画家としては第一人者とも呼ばれる。小林自身は元々は漫画家を志していたのではなく、挿絵画家を目指していたこともあり、緻密な画風を得意とし、スクリーントーンは使わず、薄墨による独特のタッチを用いている。
昨今才能があるイラストレーターが誰も育ってないと危惧しており、自ら本物の絵描きを育てたいという目的で、アートスクールを開講し後進の指導にも努めている。
また、萌え絵や萌えミリ嫌いでも知られており、過去に『ガールズ&パンツァー』の感想を求められた際「兵器の描写は大変良い、ストーリーには一切共感できないが」と発言している。その一方で、小学館『コロコロアニキ』では『劇画ガールズ＆パンツァー』を2018年冬号から2021年春号まで連載。『ガールズ＆パンツァー』と自作品のコラボ企画も続けている。
その他にも、リトルアーモリーのイラストレーターで知られるdaitoが表紙イラストを担当した内田弘樹の同人誌（第二次世界大戦時ドイツ陸軍として東部戦線に従軍した日本人義勇兵について記した本）を「同人誌レベルを越えた優れた資料なんだが、表紙がこれじゃー余りにも情けない」「増刷するときは自分が表紙イラストを描くよ」と断じ、商業誌には「内容は表紙を除いてお薦めします」という評価を下している。
趣味は小学生以来の映画鑑賞、現在の仕事のベースになっていると本人は認識している。
多数の作品でスターシステム的に登場するコメディリリーフ・佐藤中村コンビのモデルは、小説家の佐藤大輔と、作者の娘婿で元アシスタントの中村正徳である。作者本人が登場して自虐ギャグ的に理不尽な婿いびりをすることもある。

## 偽小林源文事件
1980年代前半に小林の名を騙った人物が起こした「偽小林源文事件」が発生した。
当時タミヤニュースの読書投稿欄「声」ではシェパード・ペイン派とフランソワ・バーリンデン派のモデラーの間で激しい論争が繰り返されていた。その投稿者に「小林源文」を名乗る者から仙台中央郵便局の消印がある脅迫状が次々と送りつけられるという事件が発生した。当時は投稿者の氏名と住所が番地まで掲載されており、タミヤ模型では事件を受けて投稿者の住所を市町村名までしか掲載しなくなった。しかし、偽「小林源文」は電話帳などで同じ市町村の同姓の家を調べ、脅迫状を送りつけてきたために、投稿者の住所は都道府県名までしか掲載されなくなった。事件は飛び火し、小林が連載を担当していた『ホビージャパン』誌、『モデルグラフィックス』誌などの投稿者、出版社、小林本人にも及んだ。さらに脅迫状だけでなく、投稿者や小林の名前で勝手に通信販売に申し込むなどの行為に及んだ。
偽手紙の筆跡などから犯人は以前より小林に対して抗議を繰り返していた人物と思われ、小林は彼の名前をあげて警察に相談したが「プライベートな事」として全く取り合ってもらえなかったという。事件は朝日新聞が赤報隊事件を契機に言論に対する暴力をテーマにした特集記事で紹介され、世間に広く知られるようになった。そしてその直後、脅迫文が宮内庁や首相官邸にも差し出された事で警察がやっと重い腰をあげ、偽「小林源文」が逮捕され、事件は収まった。犯人は予想通りの人物で彼は仙台市在住の軍事マニアで小林のファンでもあった。
事件の社会的影響は大きく、それまで雑誌読書投稿欄で、投稿者の住所が公開されるのは一般的だったが、以降非公開が原則となった。
また、小林とホビー・ジャパン社との関係がギクシャクしたのもこの事件が原因だと言われているが、小林は「全然違うよ。HJの社長が交代したので話しましょう。HJで最初に『黒騎士物語』大判の本が出たんだ、印税は5%。これは完売した。その後に日本出版で単行本（他社での出版の連絡は当時のHJ編集長に2回伝えた）を出した。これは印税10%だった。出版界では同じタイトルでも版形が違えば出版出来るんだ。当時のHJ社長はこれが気に入らないので、弁護士に訴状を作らせて俺に送らせたんだよ。この社長は正当性に関係なく商売敵に訴状を送って黙らせる手法で、裁判闘争はかなりやってましたね。…ミニカーとHOゲージの薄い本から初めて、一代で会社を築いた経営者なんで大したもんだと俺は思うね。…俺は著作権専門の弁護士を同行して社長に、著作権は作家そのものにあると証明して頂いて一件落着したんだ。著作権は出版社にあると間違ってる出版社はまだまだあるよ。」と語っている。

## 作品リスト
小林源文オフィシャルサイト内の著作リストに準拠。カッコ内は出版年と初出出版社を記載する。

### シリーズ
- Cat Shit One（1998年 - 2005年 / ソフトバンククリエイティブ）
  - Cat Shit One '80（2008年 - /ソフトバンククリエイティブ）
  - Cat Shit One JP（2011年）
- オメガ7（1994年 - / 日本出版社 ）
  - オメガJ（1997年）
  - オメガ7―自衛隊特殊部隊（2002年）
  - 自衛隊特殊部隊SOG（2011年）
- 歴史群像シリーズ（2001年 - / 学研ホールディングス）

学習研究社（現学研ホールディングス）が刊行している専門雑誌『歴史群像』巻末の戦記漫画として描き下ろされたもの。単行本はボムコミックスから刊行されている。
- バルバロッサ作戦（2001年）
- タイフーン作戦（2002年）
- ブラウ作戦（2003年）
- ツィタデル作戦（2005年）
- アフリカ軍団（2006年）
- ザームラント1945（2007年） - 大戦末期の東プロイセンでの戦い。
- ヴィットマン戦記1943（2008年）
- ノルマンディー1944（2009年）

- ヘルマン・ビックス戦記（2001年 - 2002年）

### 長編
- 黒騎士物語（1985年 / 月刊ホビージャパン別冊）

- 黒騎士物語外伝（2001年 / 世界文化社）

- パンツァーフォー!（1986年 / 月刊ホビージャパン別冊）

バルバロッサ作戦発動から敗戦にかけてのドイツ軍戦車兵の活躍を描く。通信手兼前方機関銃手だった主人公はモスクワ前面の戦闘で負傷して後送され、戦車長教育を受けてアフリカ軍団に移り、アフリカ撤退後は再び東部戦線に転属している。
- ソルジャーブルース（1986年 / 月刊ホビージャパン4月別冊）

国際紛争を未然に防ごうとする秘密国際組織の物語。オメガシリーズの原型のような作品であり、1980年代初頭の国際情勢を反映した内容である。日本・アメリカ・ソ連から選抜された3人の男たちが「ゾンビーコマンド」として、各国のタカ派による軍事策謀を未然に阻止してゆく。『パンツァーフォー!』の主人公が西ドイツ軍の軍人となり、ゾンビーコマンドの「司令」として登場している。
- 街道上の怪物（1986年 / 月刊モデルグラフィックス1月号別冊）

ドイツ軍の進撃路に立ちふさがった一輌のKV-1戦車を描く。
- ワンマンアーミーゲイツ（1987年 / 日本出版社）

核戦争後の荒廃した世界では、なおも米ソの戦いが続いていた。主人公ゲイツは将校としてモスクワ侵攻作戦に参加した際、部下を全員失ったうえに記憶喪失となり、一兵卒に降格されていた。あるパワードスーツ部隊に配属されたゲイツと、彼を狙って襲ってくる敵の戦闘機械との戦いを描く。
- 装甲擲弾兵（1987年 / 月刊モデルグラフィックス12月号別冊）

武装親衛隊に入隊したドイツの青年が、フランス侵攻作戦を皮切りにロシアを含むヨーロッパ各国を転戦し、敗戦時にヒトラーの日記を託されるまでを描く。
- パンツァークリーク（1988年 / 日本出版社）

東部戦線に出征したグロースドイッチュラント師団の奮戦を、歴戦のヴェルナー軍曹を軸に描く。「戦車戦」を意味するタイトルに反して、主人公たち歩兵による戦闘が展開される。
- 鋼鉄の死神（1988年 / 月刊モデルグラフィックス3月号別冊）

武装親衛隊の伝説的な戦車兵ミハエル・ヴィットマンの半生を描く。
- 士官候補生ハイト（1989年 / 日本出版社）

人類が太陽系外に進出した未来、植民地第5惑星に無人大気改造機を設置したところ、何者かの介入が察知された。確認のために現地へ派遣された宇宙海兵隊は、謎の知的生命体に襲撃される。地上で生き残った海兵たちと降下艇パイロットである海軍士官候補生ハイト、そして衛星軌道上の母艦は、人類の存亡を賭けた戦いに直面する。
- タイムトルーパー（1989年 / 大日本絵画）

22世紀の火星のユニオンフォースに所属する兵士たちが、月面での降下訓練中に事故に巻き込まれ、1944年6月6日のフランス・ノルマンディーにタイムスリップする。降下艇の暴走事故は、史実では成功しなかったドイツ軍の原爆開発を阻止するため、あらかじめ仕組まれたものだった。一行は上官からの映像メッセージをもとに、20世紀の世界とのテクノロジー差に戸惑いつつ動き出すが、彼らの持つ未来技術の奪取を目論む親衛隊将校ケストナーに追われることとなる。作中、『コンバット!』の主人公たちに酷似したアメリカ兵が登場する場面がある。
- バトルオーバー北海道（1989年 / 日本出版社）

ソ連による日本侵攻を描いた架空戦記。ソ連軍のヨーロッパ侵攻と連動して、北海道占領を目論むソ連軍機甲師団と自衛隊の戦闘を描く。中村が陸上自衛隊の戦車砲手として登場しているが、小林作品では珍しくまともな人物として描かれている。
- 炎の騎士（1990年 / 大日本絵画）

武装親衛隊の名指揮官として知られたヨアヒム・パイパーの半生を描く。
- RAID ON TOKYO / TOKYO WARS（1991年、1992年 / 日本出版社、世界文化社）

日本が日米安保条約を破棄し、日ソ善隣条約を締結した架空の1990年代が舞台。日本の新政府の要請によって新潟と東京・横田基地に着上陸し、東京占領を目指すソ連軍を阻止し、日本の独立と民主主義を守るため、超法規行動によって抗戦する自衛隊が描かれる。佐藤大輔は新潟県の戦いの中で次第に狂気に染まっていく幹部として、また中村は東京の都心に出動した第一空挺団の隊員として登場する。2003年の新装版ではTOKYO WARSと改名されているが、2008年の新装版ではレイド・オン・トーキョーに戻されている。
- 狼の砲声（1992年 / 大日本絵画）
- カンプグルッペZbv（1993年 / 大日本絵画）
- ハッピータイガー（1993年 / 大日本絵画）
- 東亜総統特務隊（1995年 / 大日本絵画）

昭和20年、南方から生還（上述の『ハッピータイガー』）に続く物語であることを示唆する）した帝国陸軍中尉佐藤大輔が、満州で軍刑務所から集めたごろつきたちからなる東亜総統特務隊を指揮し、ドイツからの依頼にもとづいてソ連のシベリア鉄道破壊作戦を実行する。多くの隊員たちを失いながらも生還した佐藤たちは、さらにクルスクの戦いの後方破壊工作や、日本への第3の原子爆弾投下阻止に出動する。
- 第2次朝鮮戦争 ユギオII（1996年 / 大日本絵画）

朝鮮戦争が題材。1990年代後半に祖国統一を掲げ、38度線を突破した朝鮮人民軍が韓国軍と衝突。日本国内でも北朝鮮工作員によるテロ攻撃が始まり、これに対処するためオメガが出動する。韓国軍の若い徴募兵たちが北朝鮮の大軍を相手に奮戦する一方、アメリカ軍の全面介入を実現するため、オメガは韓国軍部了承のもと、北朝鮮領内にある秘密核施設の破壊に出動する。「ユギオ」とは韓国語で625、すなわち朝鮮戦争が勃発した6月25日を意味する。斎藤統幕議長と面談する内閣総理大臣として、当初のコンバットコミック誌連載時には村山富市が描かれていたが、単行本では橋本龍太郎に変更された。
- 御巣鷹山の暑い夏（2010年 / ゲンブンマガジン別冊）

1985年に実際に起きた日本航空123便墜落事故を題材に、救難活動にあたった若い自衛官たちの姿を描く。
- ZERO-太平洋戦記「開戦編」（2010年 / ゲンブンマガジン別冊）
- DROP!（2012年 / ゲンブンマガジン別冊）

現代軍事物が多い小林作品では珍しく執筆されたファンタジー物語。
- 劇画ガールズ&パンツァー（2021年 / 小学館てんとう虫コミックススペシャル）

『ガールズ&パンツァー』を題材とした漫画。2018年に『コロコロアニキ』での読み切りから、好評につき同紙にて連載化され、単行本化に到った。

### 短編
- チタデレ/クリストローゼ（1975年 / 立風書房）

「壮烈！ドイツ機甲軍団」収録のデビュー作。「チタデレ」はクルスクの戦いにおけるティーガー戦車対T-34の戦車戦を、「クリストローゼ」はバルジの戦いにおけるパイパー戦闘団を描いている。現代ほど資料がない時代の作品のため、それぞれ「ヨーロッパの解放・第一部」「バルジ大作戦」など、映画で作られたイメージが強く見られる。
- コンフリクト（1987年 / 日本出版社）

ベトナムに出征した若いアメリカ陸軍兵士が捕虜になりかかったところを、モイ族の戦士たちを率いるグリーンベレー将校に救われ、帰還まで行動を共にすることになる。続編の『コンフリクト2』では、非番中の主人公がテト攻勢の渦中に巻き込まれる。
- 第3次世界大戦 WORLD WAR III（1988年 / 日本出版社）

笠原俊夫らと執筆したオムニバス作品。ソ連軍が西ドイツ国境を突破したことで第三次世界大戦が勃発、西ドイツをはじめとしたヨーロッパ各地で繰り広げられるソビエト軍とNATO軍との戦いが描かれる。ドイツ軍装甲教導旅団長ハント准将（『パンツァーフォー!』）とソ連軍戦車連隊長（後師団長）ゴロドク大佐（『狼の砲声』アナートリイ・ゴロドク少佐の息子）の対決を軸に、クルツ（『黒騎士物語』）、ハンス（『ソルジャーブルース』のゾンビーコマンド現場指揮官）などが登場、他作品とのクロスオーバーが図られている。なお作中、ソ連KGB兵士の肩章に書かれている「GB」が、本来のキリル文字（ГБ）ではなくラテン文字で表記されている。
- サムライ・バトル・イン・アフガン / サムライ・ソルジャー（1989年、1999年 / 日本出版社、世界文化社）

みずから起こした交通事故で友人たちを死傷させて傷心の末、アフガン戦争下のアフガニスタンに流れ着き、傭兵となった主人公およびアフガンゲリラとソ連軍特殊部隊との攻防を描いた作品。1999年の新装版で「サムライ・バトル・イン・アフガン」から「サムライ・ソルジャー」に改称された。
- AMBUSH－待ち伏せ（1990年 / 日本出版社）

上記『コンフリクト』の主人公が所属するアメリカ陸軍の小隊が、北ベトナム正規軍が潜むジャングルへ戦闘パトロールに出動する。
- カノンフォーゲル（1990年 / 日本出版社）
- 砂漠の豹（1991年 / 日本出版社）

湾岸戦争に参戦したドイツ連邦軍戦車部隊の物語。
- CALL SIGN EMERGENCY CHANNEL9 OVER!!（1991年 / 日本出版社）

湾岸戦争におけるA-6攻撃機の空爆任務を描いた短編。佐藤大輔と中村がゲストキャラクターとして登場する。
- アポカリプス・プログラムT（1991年 / 日本出版社）

湾岸戦争に派遣された陸上自衛隊の佐藤大輔と中村が、バグダッドに対する核攻撃を誘発してしまう。時系列としては、上述の『RAID ON TOKYO/TOKYO WARS』よりも後となる。
- B-17（1991年 / 日本出版社）

アメリカ軍によるドイツ・シュヴァインフルト空襲を、一機のB-17の搭乗員たちの目線で描く。
- ゴジラ1991（1991年 / 宝島社）

小林源文の世界観にゴジラを加えたオマージュ作品。名称に繋がりはないが、バトルオーバー北海道の続編的な台詞が用いられている。ゴジラ来襲と日本経済との関連を調べる島耕作と、その調査を阻止しようとする佐藤・中村も登場する。
- RED SUNRISING（1992年 / 日本出版社）

2025年、日本が経済封鎖への報復として、超越したテクノロジーを駆使してアメリカに侵攻するという内容。本作執筆当時に問題となっていた日米貿易摩擦を題材にアメリカを批判的に描いている。
- LA SALIDA DEL SOL（1993年 / 日本出版社）

1991年に実際に起きた日産自動車リマ支店襲撃事件を基に、オメガに似た自衛隊特殊部隊が人質救出作戦を展開する短編。事件直前に作者がコロンビアを旅行しており、テロに対し報復手段を持たない日本への問題提起として描かれたものである。
- スターリングラード 42/43（1994年 / 日本出版社） - スターリングラード攻防戦を描く。主人公は『黒騎士物語』のエルンスト・フォン・バウアー、そして彼の弟クルトである。
- イギリス本土侵攻作戦 Seelöwe（1994 / 徳間書店）

第二次世界大戦中に実行されなかったドイツ軍のアシカ作戦を題材とした短編。グロースドイッチュラント連隊に所属する将校を主人公に、イギリスへのグライダー降下から、ロンドン攻略までを描く。作中冒頭、先行着陸していた空挺部隊の指揮官としてフォン・デア・ハイテが登場する。
- 帝都決戦（1995年 / 日本出版社）

ポツダム宣言を受諾しなかった1945年9月の日本が舞台。連合軍がコルネット作戦を実行し、日本側が絶望的な防戦を試みる中、佐藤大輔が陸海軍混成部隊の指揮を執り、国会議事堂の守備に就くという内容。
- 上海侵攻作戦（1997年 / 日本出版社）

台湾海峡危機から米中間の武力衝突に発展した近未来。米軍の要請で参戦した陸上自衛隊のパワードスーツ部隊を描いた短編。
- ゲルマンの騎士（1999年 / 世界文化社）
- 平成維新（2000年 / 日本出版社）

日本政府に不満を持って蜂起、東京の中心部を占拠した自衛隊の反乱部隊に対し、佐藤大輔らが鎮圧作戦を行うという内容。
- タイフーンの空（2000年 / 学習研究社）
- ブダペスト救出作戦（2006年 / 学習研究社）
- 大和特攻（2007年 / コーエー）

### ゲーム関連
- 機動戦士ガンダム外伝 コロニーの落ちた地で… - キャラクターデザインを担当。
- Panzer Front bis. - コンストラクション機能サンプルゲーム「1943年秋 オクチャブリスキ」の監修。
- スペースボンバー - 広告用の1ページ劇画、大統領のキャラクターデザイン、インストカード用イラストなど。
- 女神転生オンライン - オンラインコミック執筆。
- ゴーストリコン・ゴーストリコン ジャングルストーム（PS2 / レッド・ストーム） - 日本版パッケージおよび予約特典コミック執筆。
- アクセルブリッド
- バルバロッサ（SFC/サミー）- ゲーム内イラストを担当。
- 大戦略エキスパートWWII WAR IN EUROPE（SFC/アスキー） - マニュアル・イラストレーターを担当。
- ブリッツクリークII パンツァーカイル（PC-9801/システムソフト）- パッケージ絵などのイラストを担当。

### 小林作品を原作としたゲーム
- 黒騎士物語 Black Knights

1987年に雑誌『新シミュレイター13号小林源文特集号』の付録として発表されたシミュレーション・ゲーム
- 俺のケツをなめろ! EAST FRONT 1944

1980年代のアナログ・カードゲームブームの際出版された。ブランドは「天下布武かあどげえむ」。カードのイラストなどは『黒騎士物語』から使用されている。2015年11月にクラウドファンディングによってリニューアルされ発売された。2016年にはAndroid向けアプリ版の制作が予定されている。

### 図解
大日本絵画から小林本人による兵器の図解イラストやエッセイを掲載する図解本が刊行されている。
- ティーガー重戦車写真集（1998年）
- パンツァーズ・アット・ソミュール（1989年 - 1992年）
- 世界の戦車（1996年）
- 武器と爆弾【悪夢のメカニズム図解】（2007年）

### その他の作品
- 「壮烈！ドイツ機甲軍団」（1975年 / 立風書房） - 中西立太と共同執筆した小林のデビュー作。2017年に復刊ドットコムより ｢壮烈！ ドイツ機甲軍団 復刻版｣として復刻｡
- 「X図鑑「戦車」」（1975年 / 学習研究社） - モノクロとカラーイラストを担当した。
- 防衛庁の依頼で「未来の自衛官（タクティカルベスト+暗視ゴーグル）」のイラスト。
- 「学習漫画 世界の歴史 13巻」（1987年 / 集英社） - 巻末の「おもしろ歴史資料館」の第一次世界大戦時の各国の軍服、装備、銃器、武器、兵器のイラスト。
- 「今宵、銀河を杯にして」（1987年 / ハヤカワ文庫） - 表紙イラスト。
- 陸上自衛隊マスコットキャラデザイン
- 「超能力戦闘集団サイコノーツ」（1994年 / 日本出版社）

マーベルコミック向けアメコミ作品の作画を担当。戦乱や天変地異・環境破壊を避け、一部の人類が宇宙コロニーへ逃避して暮らすようになった時代。宇宙コロニーでも社会問題は解消されず、地球への帰還の可能性を調査するため、超能力者からなる調査チームが結成される。地球に降下した彼らは、地球に残された人類、遺伝子操作技術による怪物、放射能の影響によって生まれたミュータントに遭遇するうち、異次元の怪物と融合した狂気の科学者と対決することになる。
- 「筋肉少女帯」 - CDアルバム「最後の聖戦」のジャケットのイラスト。
- 「日本警察特殊急襲部隊SAT」（メディコム） - 付録コミック
- 「まりたん集中ドリル2ねんせい」（2006年 / ホビージャパン） - 一部イラストを担当。
- 「Google Earthで偵察！世界の秘密基地」（2006年 / 三才ブックス） - 表紙イラスト。
- 「現代右翼アンダーワールド」（2007年 / 洋泉社） - 付録漫画を掲載。
- 「不思議ナックルズ　Vol.10」（2007年 / ミリオン出版） - イラスト寄稿。
- 旧トミー（現タカラトミー）「ヒストリー・オブ・ゾイド」イラスト
- 「どくそせん」（2007年 / イカロス出版） - 帯イラスト。
- 「ガールズ&パンツァー」 - 戦車を題材とする同作へのイラスト素材提供。
- 「World of Tanks 戦術攻略」（2016年 / ソシム） - イラスト寄稿。
- 「マスターファイルBOX フレームアームズ・ガール 轟雷改Ver.2 10式カラー」（2019年 / 壽屋・SBパブリッシング） - 轟雷改図解担当。